# 圣斯德望骑士团教堂
圣斯德望骑士团教堂（Chiesa di Santo Stefano dei Cavalieri）是一座罗马天主教教堂，位于意大利比萨市中心的骑士广场。
该堂始建于1565年4月17日，由科西莫大公创建，归属圣斯德望骑士团，与地中海的萨拉森海盗战斗。设计者是乔治瓦萨里。此处原有一座圣巴斯弟盎堂，兴建于1074年以前。新教堂在1569年12月21日祝圣。白色大理石立面由科西莫一世的私生子乔万尼美第奇设计。
钟楼也是由瓦萨里设计，于1572年完成。

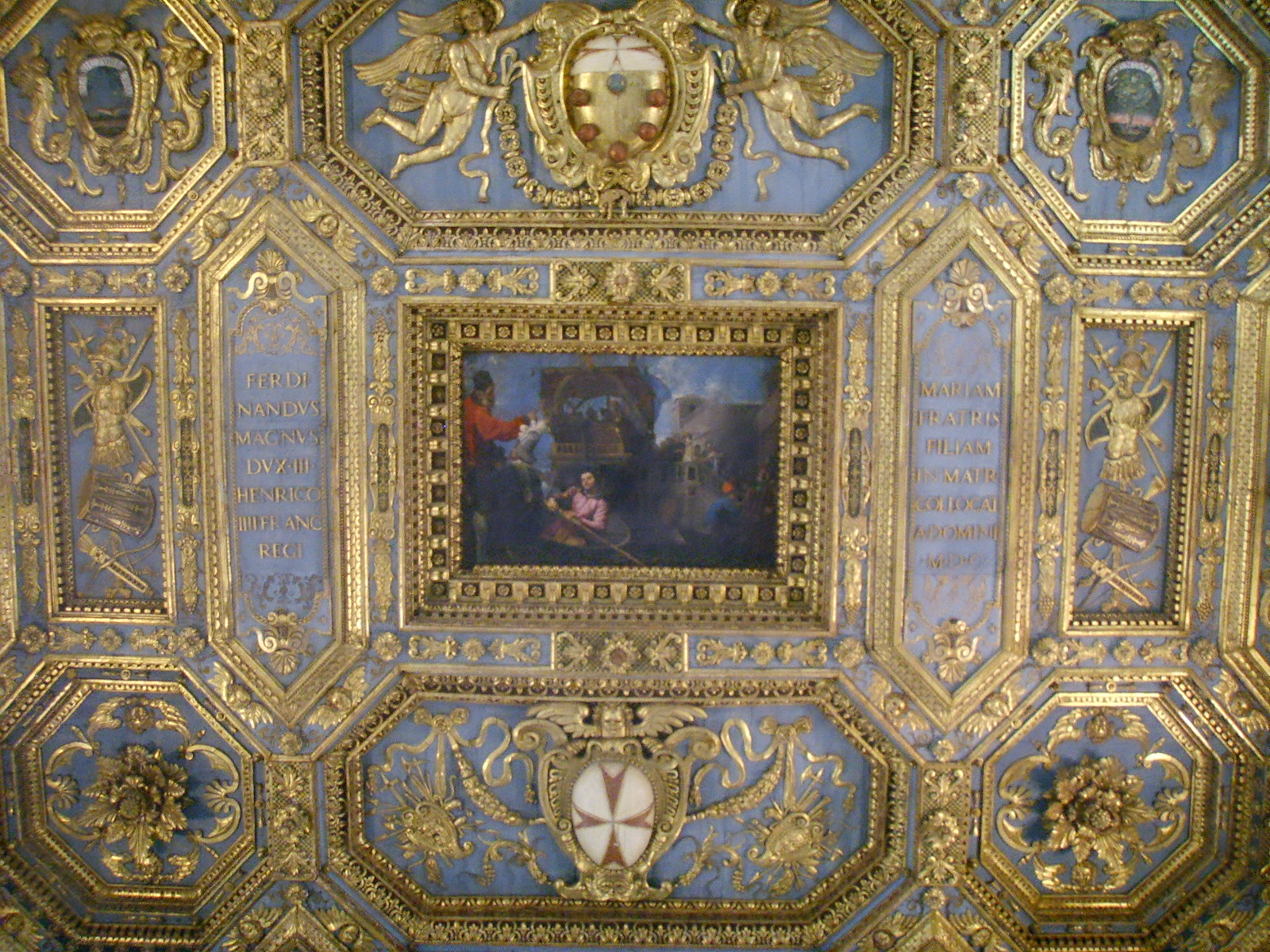
天花板
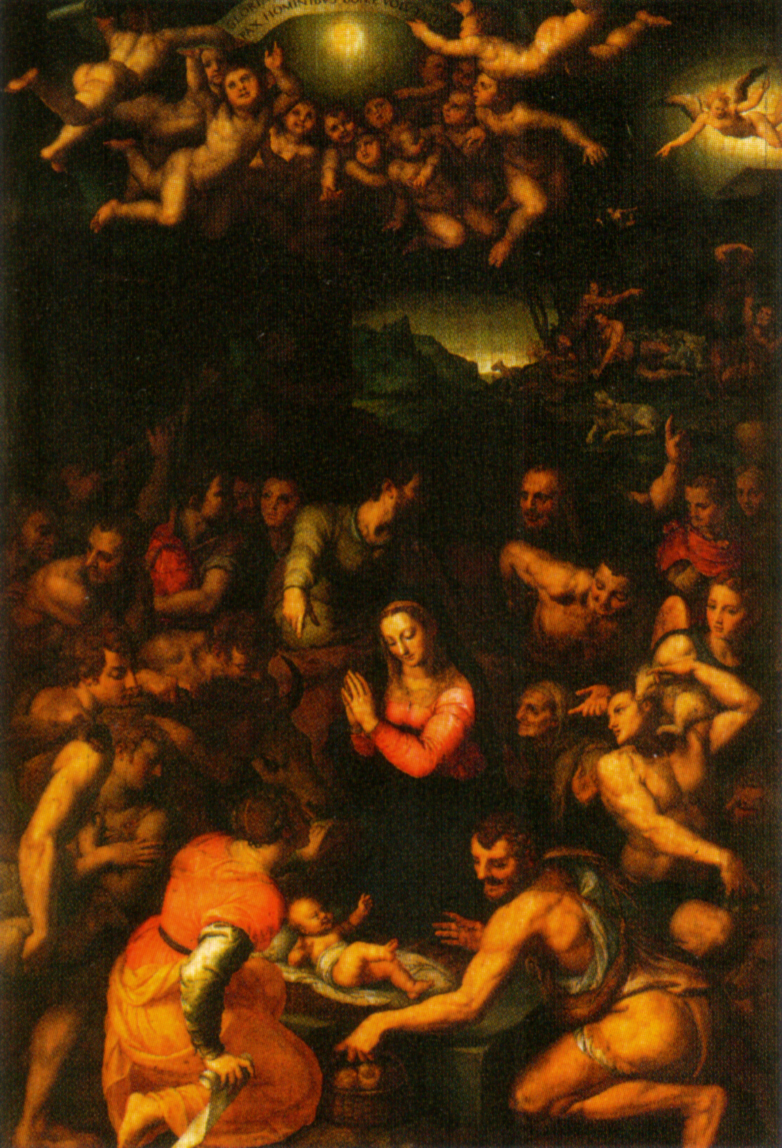
基督降生
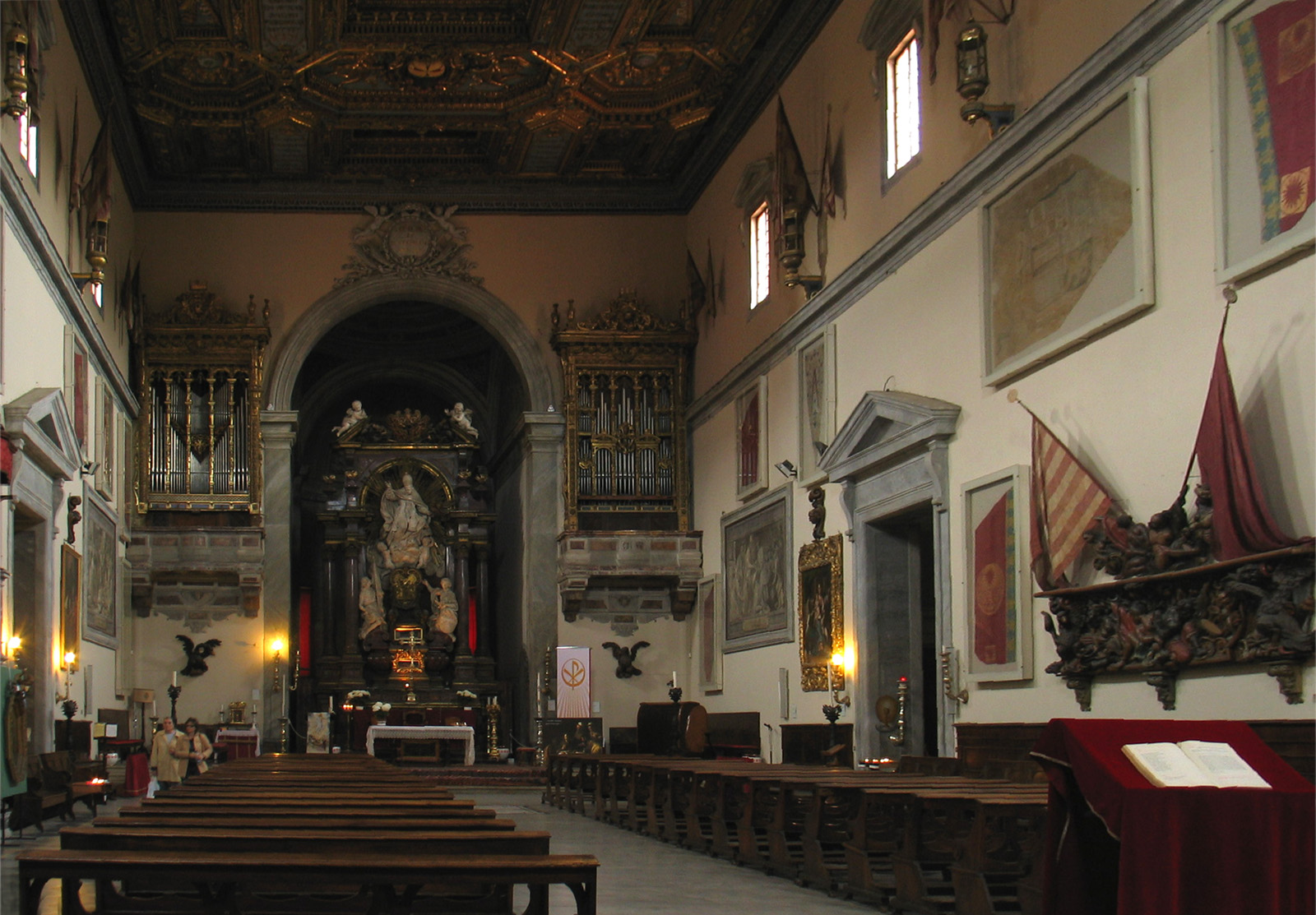
内部
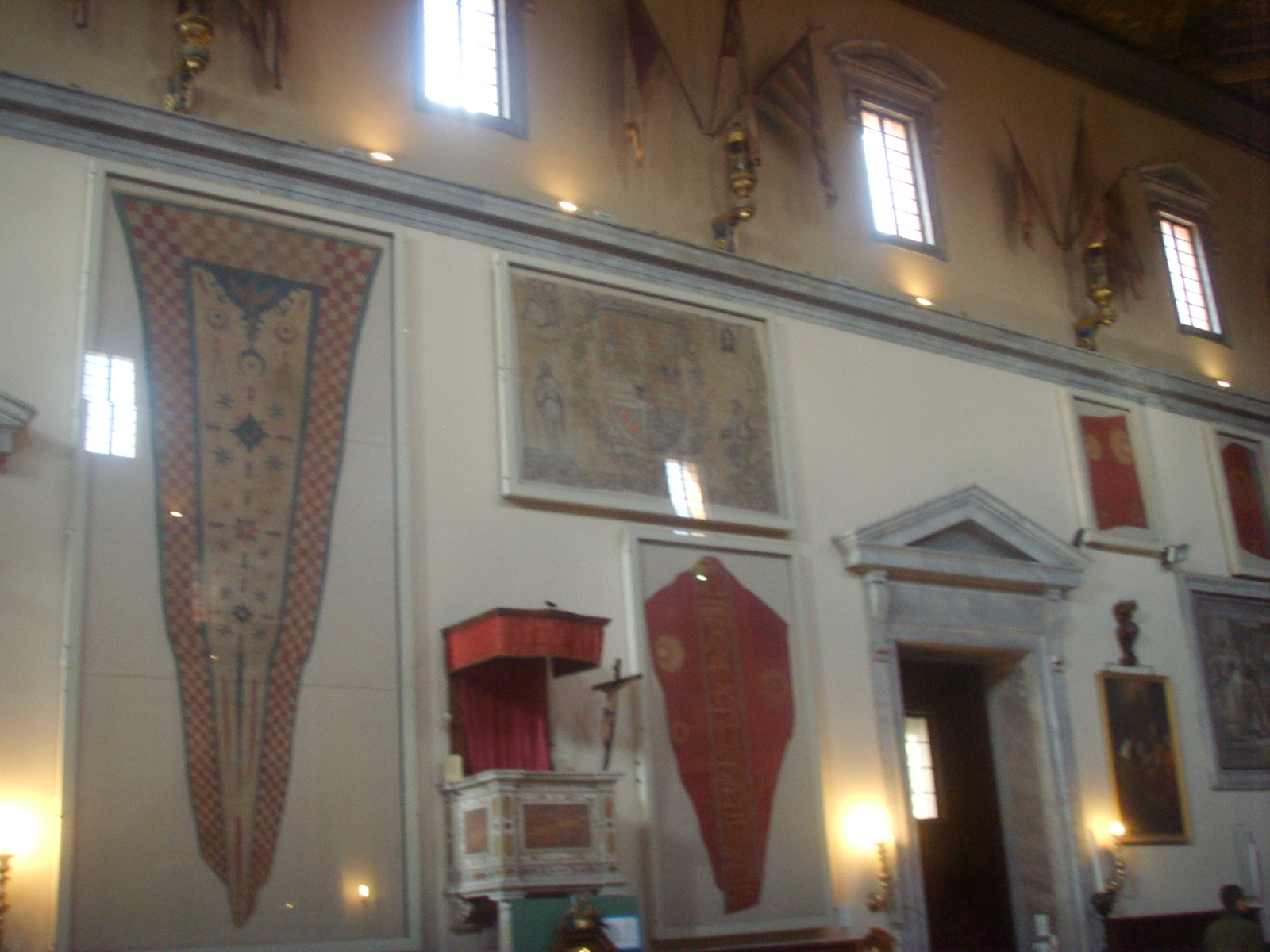
Ottoman and Saracen Standards
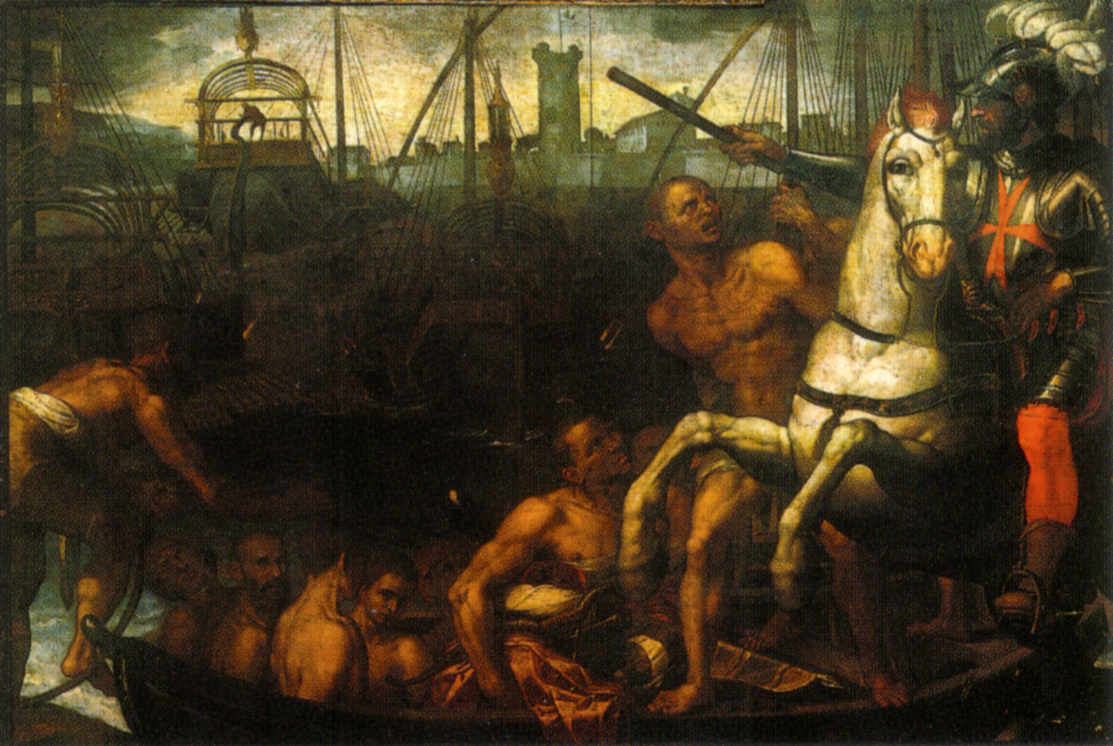
Jacopo Ligozzi, The Cavalieri di Santo Stefano return from the Battle of Lepanto
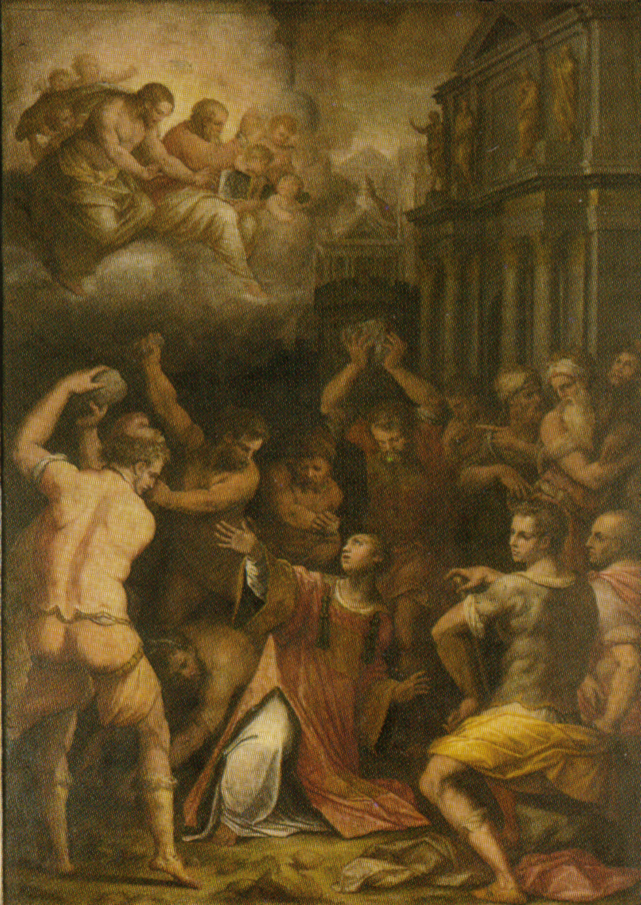
Giorgio Vasari, Entombment di Santo Stefano